# Liste der Bodendenkmale in Legde/Quitzöbel
In der Liste der Bodendenkmale in Legde/Quitzöbel sind alle Bodendenkmale der brandenburgischen Gemeinde Legde/Quitzöbel und ihrer Ortsteile aufgelistet. Grundlage ist die Veröffentlichung der Landesdenkmalliste mit dem Stand vom 31. Dezember 2020.
Die Baudenkmale sind in der Liste der Baudenkmale in Legde/Quitzöbel aufgeführt.

## Bodendenkmale
| Gemarkung               | Flur | Kurzansprache | Bodendenkmalnummer | Bemerkung | Bild |
| ----------------------- | ---- | --- | ------------------ | --------- | ---- |
| Legde (Lage)            | 2    | Siedlung deutsches Mittelalter, Siedlung Eisenzeit, Siedlung römische Kaiserzeit, Siedlung Bronzezeit, Siedlung Neolithikum | 110787             |           |      |
| Legde (Lage)            | 7    | Siedlung Bronzezeit, Burgwall slawisches Mittelalter                                                                        | 110788             |           |      |
| Legde (Lage)            | 7    | Burgwall Eisenzeit, Burgwall slawisches Mittelalter, Siedlung römische Kaiserzeit                                           | 110789             |           |      |
| Legde (Lage)            | 3    | Siedlung Ur- und Frühgeschichte                                                                                             | 110791             |           |      |
| Legde (Lage)            | 6    | Siedlung Ur- und Frühgeschichte                                                                                             | 110793             |           |      |
| Legde (Lage)            | 5    | Gräberfeld Ur- und Frühgeschichte                                                                                           | 110795             |           |      |
| Legde (Lage)            | 7    | Siedlung römische Kaiserzeit                                                                                                | 110796             |           |      |
| Legde (Lage)            | 7    | Siedlung römische Kaiserzeit                                                                                                | 110797             |           |      |
| Legde (Lage)            | 5, 6 | Dorfkern deutsches Mittelalter, Dorfkern Neuzeit                                                                            | 110798             |           |      |
| Legde, Lennewitz (Lage) | 7, 3 | Siedlung römische Kaiserzeit, Siedlung slawisches Mittelalter, Siedlung Bronzezeit, Einzelfund Neolithikum                  | 110790             |           |      |
| Lennewitz (Lage)        | 2    | Gräberfeld Bronzezeit, Gräberfeld Eisenzeit, Siedlung Eisenzeit                                                             | 110779             |           |      |
| Lennewitz (Lage)        | 2, 3 | Siedlung Bronzezeit, Siedlung Eisenzeit                                                                                     | 110780             |           |      |
| Lennewitz (Lage)        | 2    | Gräberfeld römische Kaiserzeit, Einzelfund Neolithikum                                                                      | 110781             |           |      |
| Lennewitz (Lage)        | 2    | Dorfkern Neuzeit, Dorfkern deutsches Mittelalter, Gräberfeld Bronzezeit                                                     | 110782             |           |      |
| Roddan (Lage)           | 6    | Rast- und Werkplatz Mesolithikum, Siedlung Neolithikum                                                                      | 111717             |           |      |
| Roddan (Lage)           | 6    | Siedlung Neolithikum, Siedlung deutsches Mittelalter                                                                        | 111718             |           |      |
| Roddan (Lage)           | 8    | Dorfkern deutsches Mittelalter, Dorfkern Neuzeit                                                                            | 111719             |           |      |